# François Christophe Kellermann
François Étienne Christophe Kellermann, duca di Valmy (Strasburgo, 28 maggio 1735 – Parigi, 13 settembre 1820), è stato un generale e politico francese dei periodi pre-rivoluzione, rivoluzionario e poi napoleonico; fu nominato da Napoleone maresciallo dell'Impero, duca di Valmy e senatore dell'Impero.
Proveniente da nobile famiglia d'origine sassone, residente da due secoli a Strasburgo, era figlio di François de Kellermann, alto funzionario, e della baronessa Marie von Dyrr.

## Biografia
Entrò cadetto all'età di quindici anni nell'esercito francese e raggiunse il grado di capitano durante la guerra dei sette anni, divenne maggiore degli ussari nel 1779, brigadiere delle armate del Re nel 1784, maestro di campo degli ussari e poi generale nel medesimo anno ed infine maresciallo di campo nel 1788. All'inizio della Rivoluzione francese, nell'agosto 1792 fu inviato in Alsazia come comandante in capo dell'armata della Mosella. I primi giorni si mosse per congiungere la sua armata a quella del Nord, comandata dal generale Dumouriez. Fu uno dei protagonisti il 20 settembre di quell'anno, della Battaglia di Valmy. Successivamente fu sottoposto al generale Custine che riuscì a fargli togliere il comando. Gli fu allora affidato quello delle armate delle Alpi e d'Italia.
Inviato a reprimere la rivolta dei lionesi entrò in urto con i rappresentanti politici della Convenzione, che pretendevano di insegnargli il mestiere: venne incarcerato per tre mesi nel periodo del Terrore e scampò per poco al patibolo. Dopo la caduta di Robespierre riprese nel gennaio 1795 il comando delle sue armate ma nel 1796 fu rimpiazzato dal giovane Napoleone Bonaparte nel comando dell'armata d'Italia. Lasciò il comando dell'armata delle Alpi nella primavera del 1797. Nel 1799 Kellermann divenne ispettore generale della cavalleria e dopo il colpo di Stato del 18 brumaio fu chiamato a far parte del senato e nel 1801 gliene fu affidata la presidenza.
Nel periodo imperiale ottenne il cordone di Grande Ufficiale, la dignità di Maresciallo dell'Impero (1804) e nel 1808 il titolo di duca di Valmy. Fu uno dei marescialli massoni, a partire dal 1804 fu Venerabile d'onore della Loggia "Saint Napoléon" di Parigi. Insignito del 33° e massimo grado del Rito scozzese antico ed accettato, figura come membro del Supremo consiglio di Francia tra i firmatari dell'atto di fondazione (redatto in francese) del Supremo consiglio d'Italia il 16 marzo 1805. Tutti questi riconoscimenti da parte di Napoleone non gli impedirono il 1º aprile 1814 di votare in senato a favore della destituzione dell'imperatore. Fu inserito allora fra i Pari di Francia. Durante i Cento giorni Kellermann non accettò incarichi e durante la Restaurazione si trovò fra i difensori della libertà pubblica alla Camera dei Pari, ove fu poi sostituito dal figlio.

## Matrimonio e discendenza
Nel 1769 sposò Marie-Anne Barbé, sorella del marchese Barbé-Marbois, dalla quale ebbe:
- François, che seguì le orme del padre e combatté come generale in molte campagne napoleoniche, compresa quella di Waterloo

## Omaggio
Dal 1985, il museo della Rivoluzione francese espone la sciabola e il fodero dorati del generale Kellermann brandi durante la battaglia di Valmy nel 1792.

## Araldica
|  |

|  |